# 東大阪生協病院
東大阪生協病院（ひがしおおさかせいきょうびょういん）は、医療福祉生活協同組合おおさかが大阪府東大阪市長瀬町に設置する病院。

## 概要
1971年(昭和46年) 前身となる東大阪医療生活協同組合 楠根診療所を開設。その後、1982年(昭和57年) 4月に東大阪医療生活協同組合楠根診療所と医療法人健生会 蛇草病院が合流して、東大阪医療生活協同組合東大阪生協病院として開設する。2004年、東大阪医療生活協同組合から医療生協かわち野生活協同組合に名称を変更。2023年4月、合併により医療福祉生活協同組合おおさかに名称を変更。
医療福祉生活協同組合おおさかは、消費生活協同組合法に基づいて、組合員による出資金によって運営されており、病院としては東大阪生協病院とコープおおさか病院、20つの診療所、5つの歯科診療所、80を超える介護事業所からなっている。
大阪府肝炎専門医療機関に指定されている。全日本民主医療機関連合会（民医連）に加盟病院。

## 沿革
- 1971年（昭和46年）- 前身となる東大阪医療生活協同組合楠根診療所（内科、小児科）を開設。
- 1978年（昭和53年）- 楠根診療所新築移転。
- 1982年（昭和57年）- 医療法人健生会 蛇草病院と合流し、東大阪医療生活協同組合東大阪生協病院として開設する。
- 2004年（平成16年）- 東大阪医療生活協同組合から医療生協かわち野生活協同組合に名称変更。
- 2009年（平成21年）- 法人全事業所でISO9001取得。
- 2015年（平成27年）- 東大阪生協病院リニューアルオープン。

## 診療科
(この節の出典)
- 内科
- 消化器内科
- 神経内科
- 循環器内科
- 呼吸器内科
- 外科
- 整形外科
- 肛門外科
- リハビリテーション科
- 放射線科
- 小児科
- 眼科

## 医療機関の認定
(この節の出典)
- 保険医療機関
- 労災保険指定病院
- 生活保護法指定病院(中国残留邦人等の円滑な帰国の促進並びに永住帰国した中国残留邦人等及び特定配偶者の自立の支援に関する法律(平成6年法律第30号)に基づく指定医療機関を含む。)
- 結核指定病院
- 原子爆弾被害者一般疾病医療取扱病院
- 無料低額診療事業実施医療機関
- 身体障害者福祉法指定医の配置されている医療機関
- 在宅療養支援病院
- 公害医療機関
- 臨床研修病院（協力型）[4]
- 公益財団法人日本医療機能評価機構病院[5]
- このほか、各種法令による指定・認定病院であるとともに、各学会の認定施設でもある。

## 特徴差額ベッド代について
- 病院の理念により、差額ベッド料（個室料）を徴収していない[6]。

## 交通アクセス
- 近鉄大阪線「長瀬駅」から徒歩1分[7]
- JRおおさか東線「JR長瀬駅」から徒歩10分[7]